# جيرارد كولبي
جيرارد كولبي (بالإنجليزية: Gerard Colby)‏ هو صحفي أمريكي، ولد في 1945.